# Utricularia simplex
Utricularia simplex — вид рослин із родини пухирникових (Lentibulariaceae).

## Біоморфологічна характеристика
Прикріплена водна трава. Квітки синьо-пурпурні, з вересня по листопад.

## Середовище проживання
Цей вид є ендеміком південно-західної Австралії, від мису Натураліст до Волстеда.
Цей вид зустрічається в чорному піщаному торфі на околицях боліт, джерелах, що живляться навесні, і відкритих сезонно вологих пустелях.